# Jorge Volio Jiménez
Jorge Volio Jiménez (Cartago, 26 de agosto de 1882 - San José, 20 de octubre de 1955) fue un político, sacerdote, militar y filósofo costarricense. Formado intelectualmente en Europa, regresó a Costa Rica para convertirse en una de las principales voces que abogaron por una reforma del sistema político en favor de la clase obrera. Exiliado durante la dictadura de Federico Tinoco Granados, encabezó junto a otros uno de los movimientos rebeldes contra el dictador. Hombre de verbo encendido y pasional, fue diputado en tres ocasiones y fundador del Partido Reformista (1923), por el que fue candidato a la presidencia de la República en las elecciones de 1923, y segundo designado a la Presidencia de la República. Sus ideas renovadoras en defensa de los trabajadores, los desposeídos y los campesinos en una Costa Rica dominada por la ideología liberal, lo convirtieron en una de las grandes figuras políticas e intelectuales de decisiva influencia en la vida nacional durante todo el siglo XX. Es Benemérito de la Patria desde 1989.

## Biografía

### Primeros años y estudios en Europa
Nació en Cartago, el 26 de agosto de 1882, hijo de Carlos Volio Llorente y Matilde Jiménez Oreamuno, penúltimo en un matrimonio de 15 hijos. Realizó los primeros estudios en varias escuelas de la ciudad y luego en el Colegio San Luis Gonzaga de Cartago. Fue bachiller del Liceo de Costa Rica a principios de 1901. Constituyó la sociedad El Irazú y luego El taburete, que trataban asuntos de filosofía, religión y literatura, así como la Juventud católica de Cartago.
Al año siguiente, fundó el diario católico “La Justicia Social” junto a Matías Trejos. Partió a Europa en 1903 y cursó estudios en la Universidad de Lovaina en Bélgica, en donde se nutrió de la Doctrina Social de la Iglesia. Recibió el título de licenciado en Filosofía y Letras, pero no se recibió de Doctor al no escribir la tesis de doctorado. Estudió en el Seminario de Saint Sulpice de París, donde recibió el subdiaconado. Pasó luego a la Universidad de Friburgo en Suiza y fue ordenado sacerdote en Lovaina el 25 de julio de 1909.

### Regreso a Costa Rica y labor revolucionaria
Regresó a Costa Rica en mayo de 1910. Al año siguiente, fundó en Heredia el Semanario Católico La Nave. Se dedicó a las actividades religiosas hasta 1915, cuando por razones personales decidió abandonar el servicio clerical pero, según sus palabras, “sin desertar de mi fe católica”. Fue profesor del Colegio San Luis Gonzaga de Cartago de 1916 a 1917.
En 1917 combatió en Nicaragua contra la ocupación estadounidense de Nicaragua, donde obtuvo el grado de general que le fue otorgado por los liberales. Fue gravemente herido en la batalla de La Paz Centro. Fue suspendido dos veces como cura por parte del Obispo Juan Gaspar Stork Werth, la primera por su participación en la guerra en Nicaragua, y la segunda por manifestarse desde el púlpito a favor de las ideas de León Tolstoi.
A fines de 1917 salió de Costa Rica, junto a su hermano Alfredo Volio Jiménez, para emprender desde el exilio acciones armadas dirigidas a derrocar el régimen de Federico Tinoco Granados. Hace algunos intentos de invasión desde Panamá, pero tras fracasar, pasa a Nicaragua por vía marítima. En aquel país su situación no es halagüeña y debe salir del mismo hacia Honduras, donde fue profesor del Instituto Nacional de Tegucigalpa. Posteriormente regresa y, junto a Julio Acosta García y otros, organiza la “revolución del Sapóa”, donde hace un llamamiento a los costarricenses para rebelarse contra Tinoco. El 26 de mayo de 1919, los revolucionarios son derrotados por las fuerzas del gobierno en la Hacienda El Jobo, y posteriormente sufren otra derrota en La Cruz, lo que pone fin al intento de derrocar a Tinoco por la vía militar, no obstante, este renunciaría meses después. Durante su exilio escribió su obra El año funesto y la traición del 27 de enero de 1917.
Regresó a Costa Rica a la caída de Tinoco, siendo recibido como héroe junto a los otros líderes revolucionarios.  Apoyó la candidatura a la presidencia de Julio Acosta García, siendo Volio electo diputado por el Partido Regionalista Independiente de San Ramón,  y es condecorado por el Congreso con el grado de General de División. Luego, se declaró “enemigo” de Acosta debido al veto del presidente a la Ley de Recompensas, que buscaba premiar en forma monetaria a los que habían apoyado la revolución contra Tinoco. La oposición de Acosta a la Ley de Recompensas le valió la animadversión de muchos antiguos aliados, incluyendo a Volio, que además era partidario de perseguir a los tinoquistas. A pesar de ello, la ley fue votada por el Congreso y Volio recibió 10 000 colones por su participación en la rebelión.

### Fundación del Partido Reformista y vida política
La Costa Rica de la década de 1920 vivió una etapa social muy difícil: con una crisis económica agravada por la dictadura de Federico Tinoco y la Primera Guerra Mundial, hay una tremenda escasez de viviendas, con huelgas frecuentes en las plantaciones bananeras de la provincia de Limón y en los talleres de las ciudades del Valle Central. La clase obrera, inconforme con la realidad socioeconómica del país, es cada vez más consciente de sus derechos y busca regular la jornada laboral y mejorar el nivel de los salarios. Corren vientos de cambio por el mundo, con las noticias de la Revolución bolchevique, la Revolución mexicana y la rebelión de Sandino en Nicaragua. Desde el Repertorio Americano, la revista de Joaquín García Monge, se publican obras y artículos de importantes escritores nacionales e internacionales que invitan al debate de ideas. Hay principios de organización sindical y se crea una Confederación General de Trabajadores que aspira a recoger estas inquietudes.
Durante estos años, la Iglesia católica costarricense mantiene una actitud de alejamiento de la cuestión social, limitándose a sus funciones religiosas. Jorge Volio, sacerdote, educado en Bélgica en la doctrina social de la Iglesia, no está de acuerdo con estas pautas. Llega al Congreso en 1922 de la mano de un partido regional, como diputado independiente, y desde ese puesto lanza sonados discursos con un estilo apasionado y elocuencia conmovedora, que apela por los derechos de los obreros y campesinos, denuncia la injusticia social y ataca al gobierno de Julio Acosta García. Hasta ese momento histórico, no ha habido en la historia del país lenguaje político que defienda los intereses de la clase trabajadora desde la Asamblea Legislativa, y los trabajadores ven en Jorge Volio una esperanza para sus aspiraciones.
El 25 de enero de 1923, con el apoyo de la Confederación General de Trabajadores, Jorge Volio funda el Partido Reformista, con él mismo como su primer candidato presidencial. Con él, la clase obrera y los pobres buscan una reforma total de la administración pública.  El reformismo es un movimiento de ideología social cristiana, atacado franca y disimuladamente por la Iglesia católica por las posturas anticlericales que ocasionalmente asume su líder. Con 39 años, Volio aspira a la presidencia de la República en las elecciones de 1923, donde obtiene el tercer lugar (15 000 votos) de forma inesperada. En solo unos pocos meses, el Partido Reformista se ha convertido en una gran fuerza electoral, en campaña marcada por las inquietudes y esperanzas de las masas de obreros y campesinos, y de algunos grupos intelectuales. Dado que en esas elecciones el partido ganador, el Republicano de Ricardo Jiménez Oreamuno, no ha logrado alcanzar la mayoría absoluta, se ve obligado a negociar los votos de los cinco diputados reformistas para elegir a Ricardo Jiménez presidente. Pactado el acuerdo, Ricardo Jiménez asume como mandatario, con Volio como segundo designado (vicepresidente) y los reformistas dejándose las carteras de Fomento y Educación, Jiménez se compromete con varios puntos de la agenda reformista. Varias leyes de carácter social, como el monopolio de los seguros, se irán aprobando en el Congreso de 1924.
La alianza con Jiménez no perduró más allá de 1926. Para Volio, las políticas del presidente no vienen a solucionar eficazmente los problemas del país. Las discusiones con el presidente le provocaron un quebranto de salud y debió ausentarse de la cabeza del Partido y del Congreso por prescripción médica. Cuando regresó, realizó serias acusaciones contra el presidente y contra los Secretarios de Estado, Educación (que era de su propio partido) y Gobernación. Poco después, estalló en Nicaragua la Guerra Constitucionalista, y Volio, fiel a sus convicciones, solicitó apoyo del gobierno para unirse a las fuerzas revolucionarias de aquel país, pero Ricardo Jiménez, de acuerdo con su política de no intervenir en los asuntos de los otros países centroamericanos, prefirió mantenerse al margen. Entonces, Volio se preparó para entrar por su cuenta a Nicaragua desde Liberia, al frente de una tropa costarricense. Jiménez decidió darle transporte hasta Liberia, pero indicando al Comandante de Plaza de la ciudad que solamente dejara pasar a Volio a Nicaragua, no así a fuerzas armadas costarricenses. Volio, exaltado por no poder reunir a sus partidarios, provocó una alteración del orden público, al atacar el Cuartel de Liberia con tres compañeros, por lo que fue arrestado y enviado a San José, lo que dio lugar al llamado “Proceso de Liberia”, que le retiró las credenciales de segundo designado, marcando el fin de sus aspiraciones políticas.

### Vida posterior
Volvió a ser electo diputado por el Partido Reformista en 1932. Poco después, uno de los candidatos perdedores, Manuel Castro Quesada, decidió tomar el Cuartel Bellavista junto a unos pocos seguidores, desconociendo el resultado de la elección. Volio, que había apoyado a Castro en la elección, manifestó su apoyo al movimiento, pero este fue rápidamente desmantelado por el presidente Cleto González Víquez, que luego decretó amnistía para los que habían participado en el golpe. Más tarde, Volio se vio obligado a internarse en Bélgica por cuestiones de salud. En 1934, Volio acudió a Roma, donde fue secularizado por el Papa Pío XI. El Partido Reformista, privado de su líder, sumado el desgaste de la elección de 1923, más el apoyo para la elección de Ricardo Jiménez, y luego, a la de Cleto González Víquez (liberal) en 1928, y la de Manuel Castro Quesada (que perdió con Jiménez) en 1932, fue acusado por sus adversarios de perder independencia política. El surgimiento del Partido Comunista de Manuel Mora Valverde en 1930 hizo que gran parte del caudal electoral del Reformista pasara a este. Todo esto llevó a que, en 1934, el directorio político del Partido Reformista declarase su retiro de la política nacional, que llevó a Volio, que regresó a Costa Rica en 1935 y retomó su lugar como diputado, a hacer lo mismo en 1936.
En 1936, aquejado por la pobreza, se trasladó a vivir a Sierpe de Osa para crear una plantación bananera. En 1940, el presidente Rafael Calderón Guardia lo nombró director general de los Archivos Nacionales. Durante la Guerra Civil de 1948, con 66 años, no participó activamente en los hechos, a pesar de ser partidario de Calderón, pero en los últimos días del conflicto, cuando ya se celebran reuniones para la rendición del gobierno de Teodoro Picado, se opone militarmente a las fuerzas del Ejército de Liberación Nacional de José Figueres, lo que luego le depara una semana en prisión. En 1951, fue nombrado catedrático de Filosofía e Historia Patria de la Universidad de Costa Rica y decano de la Facultad de Filosofía y Letras de la Universidad de Costa Rica. Fue elegido diputado nuevamente en 1953 por el Partido Republicano Independiente, pero no logró completar dicho periodo pues falleció en San José, el 20 de octubre de 1955.

“hombre sencillamente excepcional en cultura y valor humano como quizá no produzca otro igual o parecido este país”.
Mario González Feo. El Espectador. Diario de Costa Rica, 12/12/1957.

“Es una personalidad compleja, tormentosa y atormentada, sacudido por grandes inquietudes que lo llevan frecuentemente al borde del abismo”. Ha sido descrito como un político pasional de ideas fijas, que lleva todas sus actividades con gran pasión y sinceridad a toda prueba.
Físicamente, Jorge Volio era un hombre de 1,72 m de estatura, color blanco, cara ovalada con cejas negras, ojos pardos, boca pequeña, frente amplia, nariz recta, barba rasurada, pelo negro, peso 152 lbs y complexión bastante fuerte”.
Su voz es encendida, elocuente, firme y llena de colorido. Se declaró a sí mismo “tribuno de la plebe”, en alusión a su fidelidad a sus posturas y la defensa de sus ideales en favor de los más desfavorecidos. A pesar de ser sacerdote y ser profundamente cristiano, Volio atacó la obligatoriedad de la enseñanza religiosa en las escuelas, por considerarla contraria a la libertad de conciencia.  Volio tomó sus ideales por un camino muy personal, y por eso frecuentemente sus posturas difirieron de las políticas de la Iglesia Católica.

## Pensamiento político
“Yo soy la revolución viviente… Yo digo a los obreros que me escuchen: no sigáis a un hombre, sino las ideas, una bandera”.

Jorge Volio se constituyó en el primer representante político de la clase proletaria costarricense y la primera voz de protesta en defensa de los costarricenses menos favorecidos, en una Costa Rica que vive una intensa divulgación de ideas sociales. Su ideología socialcristiana lo llevó a criticar duramente la orientación liberal de los gobiernos de principios del siglo XX. Sus ideales están en mayor concordancia con los de jóvenes intelectuales anarquistas de inspiración libertaria, comunistas, y republicanos rebeldes, tales como Roberto Brenes Mesén, Joaquín García Monge, José María Zeledón, Omar Dengo, Rogelio Fernández Güell y Alfredo González Flores. Fue un denotado antiimperialista y aborrecía las dictaduras, lo que motivó sus intervenciones militares en Nicaragua y durante la dictadura de Tinoco. También se opuso a la Ley de Vagos promulgada por Julio Acosta, por considerar que atentaba contra el derecho individual.
Los principales puntos de sus ideales reformistas fueron expresados por el mismo Volio en su “Manifiesto del líder del Partido Reformista”, y en los “Propósitos del Partido Reformista”, publicados el 22 de febrero de 1923 en el periódico “La Noticia”: la convocatoria a una asamblea nacional constituyente, fomento de cooperativas, derecho a referéndum, ley de accidentes de trabajo, autonomía municipal, nacionalización del subsuelo, ley agraria, impuestos directos, ley de servicio civil, establecimiento de la universidad, etc. El Reformista es un partido ideológico que busca el mejoramiento de las clases económicamente débiles por medio de una política intervencionista por parte del Estado, inspirada en la filosofía social cristiana.
Volio era partidario de dejar a un lado los partidos personalistas, que eran la tónica en Costa Rica durante su época, y pasar a partidos ideológicos permanentes, como una forma de evitar el oportunismo político. A pesar de ello, su fuerte personalidad jugó un papel primordial en su éxito, debido a su formación europea, y la forma vehemente y quijotesca con que asumió sus acciones, lo que lo hicieron una figura muy atractiva para sus partidarios y sus adversarios, estos últimos, inclinados a atacar más su personalidad que sus ideas. Se ha señalado a esta dependencia de la personalidad de su líder como una de las causas de la vigorosa pero efímera existencia del Partido Reformista, que no sobrevivió a la ausencia de Volio una vez este desapareció de la esfera pública luego de los eventos de 1926.

## Pensamiento filosófico
La postura filosófica de Jorge Volio fue escolástica, siguiendo la línea tomista del Cardenal Mercier, y en ese sentido influyó en muchos de sus discípulos como profesor de Filosofía. No obstante, desde joven la doctrina kantiana le generó una crisis doctrinal, lo que motivó que trabajase con mayor dedicación en encontrar una superación del criticismo, especialmente a partir de 1940 que se dedica con más énfasis a la docencia de la filosofía. De este proceso, se conserva en el Archivo Volio de la Biblioteca de la Universidad de Costa Rica, un manuscrito de Volio, donde aborda el problema central de la filosofía y el punto de vista de Kant, realizando una crítica del criticismo.

## Obras literarias
Siendo director de Archivos Nacionales, publicó y dirigió la Revista de los Archivos Nacionales. Su producción literaria está dispersa en artículos y reportajes. Rogelio Sotela lo incluyó en la segunda edición de su libro Escritores de Costa Rica. Dejó varios libros inéditos, entre ellos una Teología Mística según San Juan de la Cruz. Perteneció a varias sociedades científico-literarias: la Academia de Historia de Bogotá, la Sociedad de Geografía e Historia de Guatemala y la Sociedad de Geografía e Historia de Nicaragua.
- El año funesto y la traición del 27 de enero de 1917: para la historia (1918).

## Legado
Jorge Volio aportó a la democracia social de Costa Rica una serie de ideas renovadoras que, sumadas a su personalidad vibrante, llevaron a que por primera vez en la historia de Costa Rica se organizara un partido político de raíz popular, que aborda directamente a los campesinos, obreros y minorías intelectuales, lo que sin duda marcó una evolución en el camino democrático del país. Sus ideas fueron revolucionarias para la época: leyes de accidentes en beneficio de la clase trabajadora, salarios justos, educación universal, creación de un ente contralor de los bienes del Estado, centros de cultura para el pueblo, cooperativismo y posturas contra de la intervención extranjera en los asuntos del Estado costarricense.
Fue declarado Benemérito de la Patria por la Asamblea Legislativa en marzo de 1989, al reconocérsele haber sembrado las semillas de las garantías sociales de los años 1940 y la defensa del patrimonio nacional.